# ریک رزنتال
ریک رزنتال (انگلیسی: Rick Rosenthal؛ زادهٔ ۱۵ ژوئن ۱۹۴۹) یک کارگردان اهل ایالات متحده آمریکا است. وی از سال ۱۹۷۵ میلادی تاکنون مشغول فعالیت بوده‌است.
او در فیلم همان بهتر که بمیرم بازی کرده‌است.